# 平昌圆顶体育馆

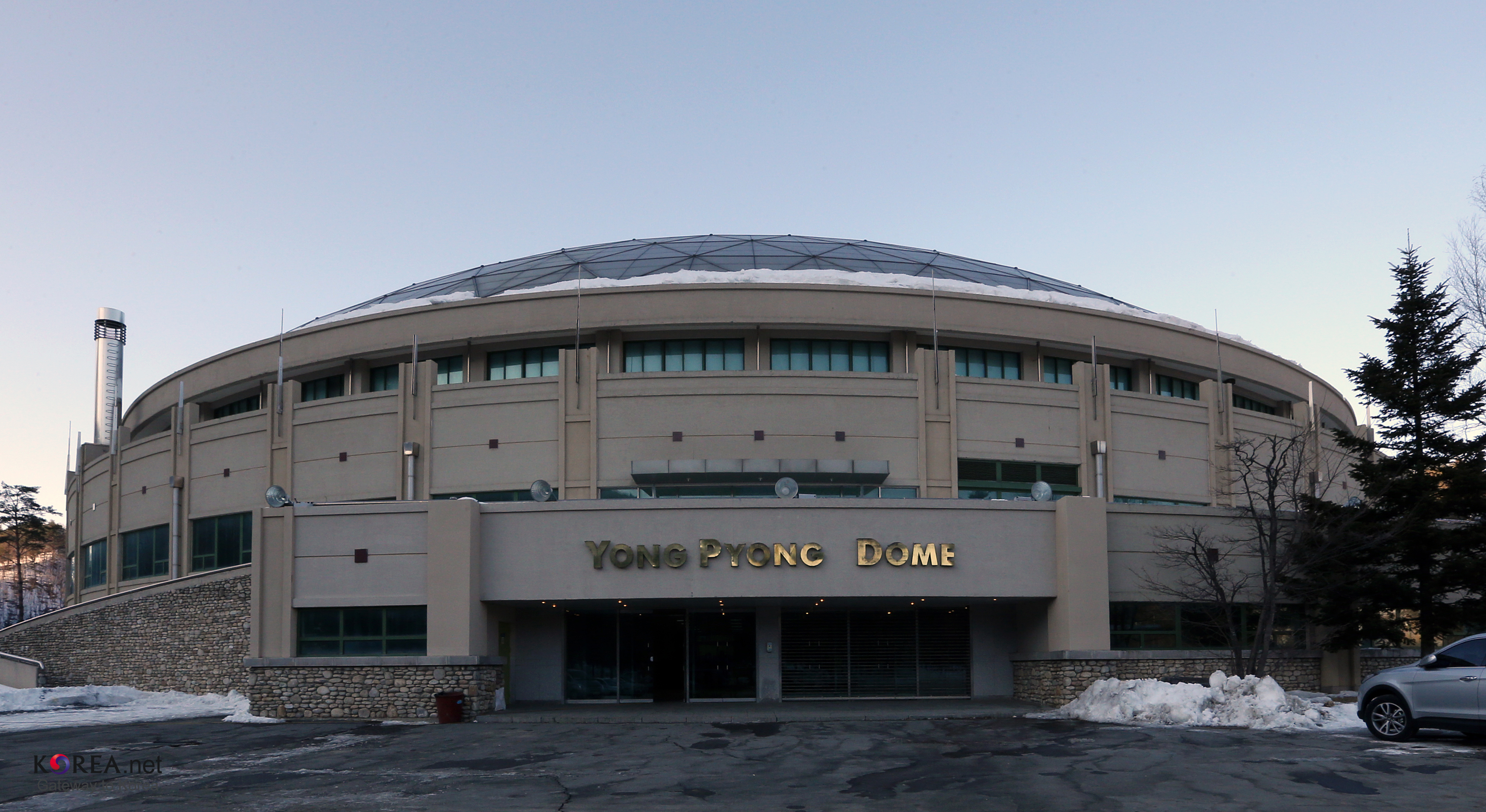
平昌圆顶体育馆

平昌圆顶体育馆，又被称为龙平巨蛋（韓語：용평돔），或者龙平室内滑冰场（韓語：용평실내빙상경기장），是位于韩国江原道平昌郡的一座室内体育馆。它是龙平度假村建筑群的一部分。于1998年竣工，由当时的龙平度假村所有者双龙公司建造。它最初是作为1999年亞洲冬季運動會的主体育场建造的，是当时开/闭幕式、花样滑冰和短道速滑比赛的场地。它也是2013年世界冬季特殊奧林匹克運動會的主体育场。它还会被用作2024年冬季青年奥林匹克运动会的开幕式场馆之一，也有可能用作闭幕式举办场所。